# Retreta
Retreta é uma apresentação musical realizada habitualmente em coretos ou praças por uma banda marcial. Durante uma retreta, é comum a execução de gêneros musicais como dobrado, valsa e música clássica.
Em sua forma tradicional, a retreta é realizada com os músicos sentados e o maestro de pé, que dispõe , na primeira fileira, de instrumentos da família das madeiras, seguidas dos metais e, por fim, a percussão, costumeiramente formada por caixa, zabumba e pratos de mão.
Por ser gratuita e em espaços centrais, a retreta foi uma diversão pública comum no século XIX, tendo permanecido em algumas cidades como tradição. Em Pelotas, nos anos 1850, por exemplo, esta apresentação ocorria duas vezes por semana, às quintas-feiras e aos domingos, na Praça da Regeneração. Outro exemplo é o da Teresina do século XX, onde a retreta ocorria todos os domingos na Praça Rio Branco, executada pela banda da Polícia Militar. Com o advento do alto-falante e da música portátil, as retretas foram paulatinamente tornando-se menos comuns.